# Chambre des nationalités (1948-1962)
La Chambre des nationalités (birman : လူမျိုးစုလွှတ်တော်) était la chambre haute du Parlement bicaméral de l'Union de Birmanie de 1948 à 1962. En vertu de la Constitution de 1947, les projets de loi initiés et adoptés par la chambre basse, la Chambre des députés, doivent être transmis à la Chambre des nationalités pour examen et révision. La Chambre des nationalités est créée principalement pour donner aux minorités de Birmanie un certain pouvoir politique au sein du gouvernement national.
Elle comprend 125 sièges, la constitution prévoyant un nombre spécifié de représentants de tous les États et divisions. 25 sièges sont attribués à l'État shan, 12 à l'État kachin, 8 sièges à la Division spéciale des Chins (actuel État Chin), 3 sièges à l'État Karenni (actuel État de Kayah), 24 à l'ethnie Karen et 53 à tous les autres territoires (dont les divisions), dont 4 sièges réservés à la communauté anglo-birmane (en). Le parlement est aboli après que Ne Win ait suspendu la Constitution de 1947 à la suite d'un coup d'État militaire le 3 mars 1962.
Une Assemblée populaire monocamérale à parti unique remplace le Parlement en 1974.

## Présidents de la Chambre des nationalités
| Nom            | Début de mandat | Fin de mandat |
| -------------- | --------------- | ------------- |
| Sao Shwe Thaik | Mars 1952       | 1960          |
| Sao Hkun Kyi   | 11 avril 1960   | Mars 1962,    |